# Franciszek Supergan
Franciszek Supergan (ur. 2 grudnia 1899, zm. 20 lipca 1961) – porucznik żandarmerii Wojska Polskiego.

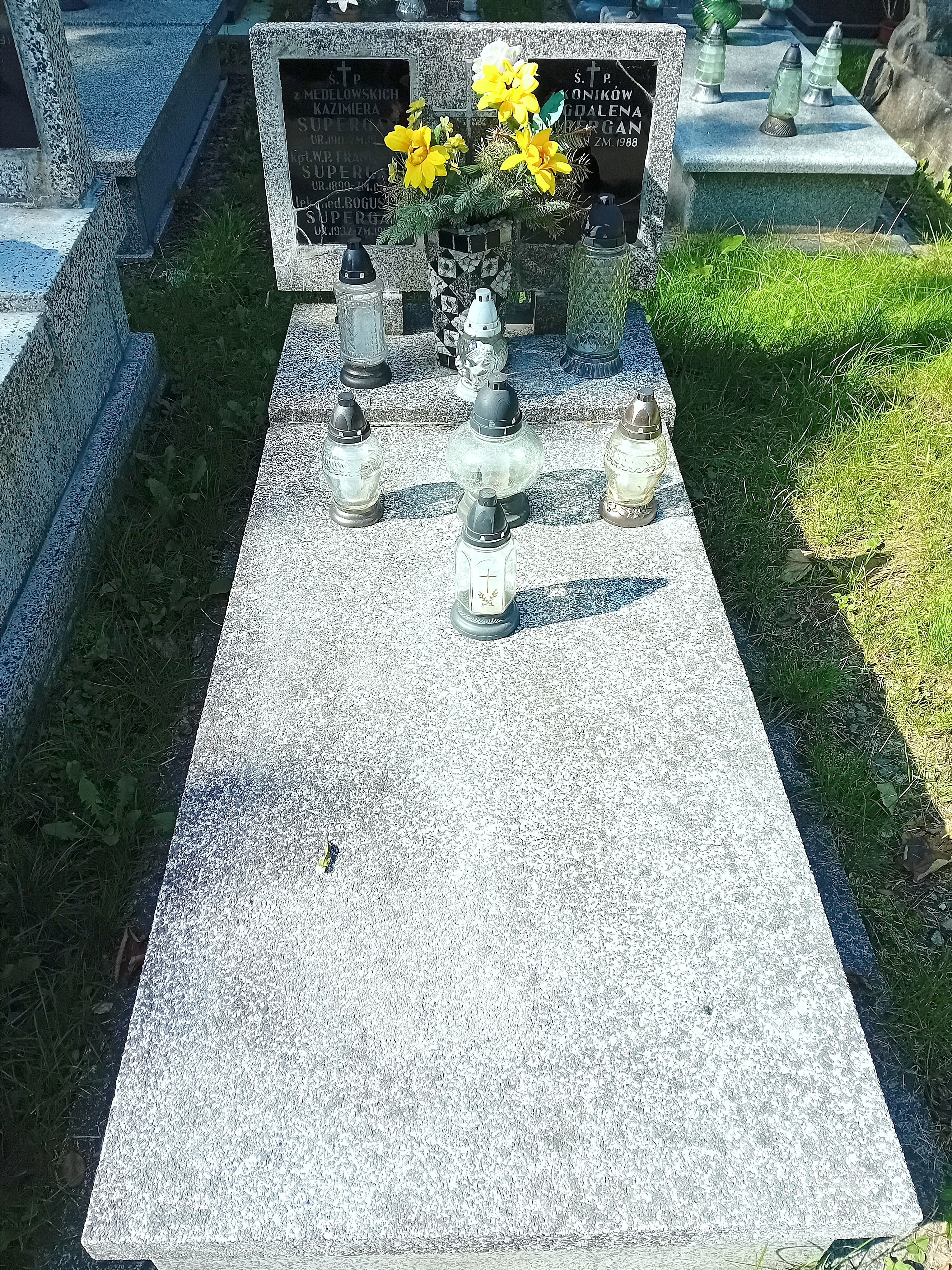
Grobowiec Superganów

## Życiorys
Urodził się 2 grudnia 1899. Kształcił się w C. K. Gimnazjum w Nowym Targu, gdzie I wojny światowej jako uczeń V klasy 10 marca 1917 został powołany do służby wojskowej w c. i k. armii. Po odzyskaniu przez Polskę niepodległości został przyjęty do Wojska Polskiego. Został awansowany na stopień podporucznika administracji dział gospodarczy ze starszeństwem z 15 lipca 1927 i przydzielony do Departamentu Inżynierii Ministerstwa Spraw Wojskowych. W 1928 służył w administracji koszar Przemyśl 2. Później przeniesiony do korpusu żandarmerii i mianowany na stopień porucznika ze starszeństwem z 15 lipca 1929. W 1932 został przeniesiony z Centrum Wyszkolenia Żandarmerii do 10 Dywizjon Żandarmerii w Przemyślu.
W swojej publikacji pt. Bojownikom o wolność. Naród pracą bezroboczych z 1932 przedstawił ideę sypania kopców w Polsce celem upamiętnienia historycznych wydarzeń oraz wybitnych osób. W 1933 szczegółowo zaprezentował projekt usypania w Warszawie kopca pod nazwą „Golgota Powstań”, w którego parametrach zawarł wielokrotnie wyliczone odniesienia do walk niepodległościowych w historii Polski (monumentalny pomnik miał liczyć 149 metrów wysokości dla upamiętnienia 149 lat od początku zaborów w 1772 do kresu ponoszonych ofiar Narodu tj. do powstań śląskich w 1921; planowo kopiec miał zostać ukończony do 1943 na 25-lecie odzyskania niepodległości). Około 1933 był pomysłodawcą budowy kopca na wzgórzu Sowiniec w Krakowie, później nazwanego imieniem Józefa Piłsudskiego. W 1935 przedstawił budowę kopca upamiętniającego hetmana Stefana Czarnieckiego. Zasiadł w składzie redakcyjnym dwuczęściowej publikacji pt. „Oświata - to potęga”. Wydawnictwo pamiątkowe z okazji 15-lecia Niepodległości Państwa Polskiego, wydanej w Przemyślu w 1933. W Przemyślu należał do Polskiego Białego Krzyża i pełnił funkcję sekretarza zarządu okręgu PBK, Instytutu Wyższej Kultury Religijnej w Przemyślu.
Zmarł 20 lipca 1961. Został pochowany na cmentarzu Rakowickim w Krakowie.

## Publikacje
- Bojownikom o wolność. Naród pracą bezroboczych (1932)[19][20]
- Golgota Powstań w: „Oświata - to potęga”. Wydawnictwo pamiątkowe z okazji obchodu 15-lecia Niepodległości Państwa Polskiego (1933)[21]
- W hołdzie Hetmanowi Czarnieckiemu w: „Oświata - to potęga”. Wydawnictwo pamiątkowe z okazji obchodu 15-lecia Niepodległości Państwa Polskiego (1933)[22]
- Dzieje Polski w wymiarach pomnika – kopca imienia Marszałka Piłsudskiego w Krakowie (projekt) (1934)[23][24]